# 笠加村
笠加村（かさかそん）は、岡山県邑久郡にあった村。現在の瀬戸内市の一部にあたる。

## 地理
吉井川下流左岸の沖積地、同川支流・干田川流域に位置した。

## 歴史
- 1889年（明治22年）6月1日 - 町村制の施行により、邑久郡上笠加村、下笠加村、箕輪村、北池村が合併して村制施行し、笠加村が発足[1][2]。旧村名を継承した上笠加、下笠加、箕輪、北池の4大字を編成[2]。
- 1919年（大正8年）- 電灯線架設[2]。
- 1945年（昭和20年）9月 - 枕崎台風により吉井川堤防が決壊。
- 1947年（昭和22年）12月10日 - 郡内に昭和天皇の戦後巡幸。町長が邑久郡町村協議会会長の立場で吉井川の決壊と復旧状況を奏上する[3]。
- 1952年（昭和27年）4月1日 - 邑久郡邑久村、福田村、今城村、豊原村、本庄村と合併し、町制施行し邑久町を新設して廃止された[1][2]。

### 地名の由来
古来の笠賀郷・笠賀荘にちなみ、賀を加に変更した。

## 産業
- 農業、工業、商業[2]

## 教育
- 1890年（明治23年）芦田小学校を閉校し、字上笠加に淳風尋常小学校を開校[2]。